# (165192) Neugent
(165192) Neugent est un astéroïde de la ceinture principale.

## Description
(165192) Neugent est un astéroïde de la ceinture principale. Il fut découvert le 26 août 2000 au Cerro Tololo par Larry H. Wasserman. Il présente une orbite caractérisée par un demi-grand axe de 2,23 UA, une excentricité de 0,08 et une inclinaison de 5,1° par rapport à l'écliptique.

## Compléments